# Ghosts (Rage)
Ghosts è l'undicesimo album in studio del gruppo musicale power metal tedesco Rage, pubblicato nel 1999 dalla GUN Records.

## Il disco
Nella discografia dei Rage, Ghosts rappresenta il secondo capitolo della cosiddetta trilogia del periodo orchestrale, che include il precedente XIII e il successivo Welcome to the Other Side. Infatti la produzione e gli arrangiamenti tendono a integrare il genere musicale suonato dai Rage, il Power metal, con suoni tipici di un'orchestra. A livello tematico, i brani trattano del viaggio nell'aldilà dell'anima di un uomo morto in circostanze misteriose.

## Tracce
1. Beginning of the End – 4:44
2. Back in Time – 4:20
3. Ghosts – 5:14
4. Wash My Sins Away – 4:08
5. Fear – 5:08
6. Love and Fear Unite – 3:37
7. Vanished in Haze – 5:01
8. Spiritual Awakening – 3:32
9. Love After Death – 4:13
10. More Than a Lifetime – 4:28
11. Tomorrow's Yesterday – 6:55